# Kazaški kanat
Kazaški kanat (kazaško Қазақ Хандігі, latinizirano: Qazaq Handyğy), v vzhodnih virih znan kot Ulus Kazahov, Džočijev ulus in Jurta urusa,  je bila kazaška država v Srednji Aziji, naslednica Zlate Horde s središčem v vzhodnih delih Dešt-i Kipčaka, ki je obstajala od 15. do 19. stoletja.
Kanat sta ustanovila Žanibek kan in Kerej kan leta 1465. Oba kana sta izhajala iz turško-mongolskega klana Tore, ki je prek dinastije Džočidov izhajal iz Džingiskanovega rodu. Klan Tore je  vladal kanatu, dokler ta ni padel pod Rusko carstvo.
Od 16. do 17. stoletja je Kazaški kanat razširil svoja ozemlja na vzhodno Kumanijo (današnji Zahodni Kazahstan), večino Uzbekistana, Karakalpakstan in porečje Sir Darje in se vojskoval vse do  Astrahana in Horasana, ki sta zdaj v Rusiji oziroma Iranu. Kanat je kasneje oslabil niz invazij Oiratov in Dzungarjev v 17. in 18. stoletju. Posledica invazij je bilo propadanje in nato razpad na tri jüze, ki so postopoma izgubili svojo suverenost in bili v 19. stoletju vključeni v razširjajoči se Ruski imperij.
Ustanovitev Kazaškega kanata je pomenila začetek kazahstanske državnosti, katere 550. obletnico so praznovali leta 2015.

## Zgodovina
Leta 1227 je znotraj Zlate horde v srednjeazijski stepi nastala Bela horda, prvi zametek kazaške države. Po ločitvi od Zlate horde leta 1361 je bila Bela horda nekaj časa neodvisna država, ki se je včasih združila z Modro hordo, da bi ponovno vzpostavila Zlato hordo. Po smrti Barak kana Zlate horde leta 1428 se je Zlata horda razdrobila. Bela horda je bila razdeljena na Uzbeški kanat in Nogajsko hordo, v kateri so vladali potomci vladajočih mongolskih plemen. Preostali del Zlate horde je bil razdeljen med Mustafo kanom na jugu in Mohamedom kanom na severu. Uzbeškemu kanatu, ki je vladal v večini današnjega  Kazahstana, je vladal Abulhajr kan, ki je načrtoval umor Barak kana. Uzbeški kanat je pod vodstvom Abulhajr kana postal skorumpirana, nestabilna in šibka država, ki se je pogosto ukvarjala z notranjimi težavami. Da bi bile stvari še hujše, so v kanat vdrli Ojrati, ki so plenili nomadska naselja in večja mesta in pobijali civiliste. Leta 1457 je bil  med Uzbeki in Ojrati sklenjen mir, ker je Abulhajr kan doživel hud poraz in zato med Uzbeki izgubil ves svoj ugled.

### Ustanovitev
Oblikovanje Kazaškega kanata se je začelo leta 1459, ko je več kazaških plemen, nezadovoljnih z vladavino Abulhajra, pod vodstvom bratrancev Žanibeka in Kereja, pravnukov Urus kana, pobegnilo iz Uzbeškega kanata v dogodku, znanem kot "velika selitev". Bratranca sta vodila nomade proti Mogulistanu in se na koncu naselila in ustanovila neodvisno državo. Mogulistanski kan se jima je pridružil in jima ponudil podporo proti njunim nasprotnikom. Žanibekovemu in Kerejevemu gibanju se je pridružilo okoli 200.000 nomadov, kar je  v Abulhajru vzbudilo strah. Novi kanat je kmalu postal tamponska država med Mogulistanom in Uzbeškim kanatom. Četudi za ustanovitvena vladarja kanata veljata oba bratranca, je imel Žanibek sprva več oblasti.  Žanibek je v želji, da bi se otresel Abulhajrove oblasti, leta 1468 napadel Uzbeški kanat in sprožil kazaško  vojno za neodvisnost. Abulhajr  je v odgovor sprožil kampanjo proti Kazahom in na pohodu umrl. Po smrti Kerej kana leta 1473/1474 je Žanibek postal edini vladar.
Prva leta Kazaškega kanata so zaznamovali boji proti Abulhajrovemu vnuku Muhamadu Šajbaniju za nadzor nad stepo.  Leta 1470 so Kazahi premagali Šajbanija pri mestu Iasi v današnjem Turkestanu in prisilili Uzbeke na umik proti jugu v Samarkand in Buharo.
Leta 1480 je kazaški kan postal Kerej kanov sin Burunduk. Med njegovo vladavino je Kazahom uspelo zbrati vojsko 50.000 gazijev in večkrat premagati sile Mohameda Šajbanija ob reki Sir Darji. Med njegovo vladavino so Uzbeki leta 1500 sklenili s Kazahi mir in Kazaškemu kanatu predali vsa svoja ozemlja severno od Sir Darje.
O teh dogodkih je v 16. stoletju poročal Mirza Muhammad Haidar Dughlat v svojem delu Tarikh-i Rashidi:
Takrat je imel Abulhajr kan polno oblast v Dašt-i-Kipčaku. Bil je v vojni s sultani Džudžija, medtem ko sta Žanibek kan in Karaj kan pobegnila pred njim v Mogulistan. Isan Buga kan ju je sprejel z veliko častjo in jima izročil Kuzi Baši, ki je blizu Čuja na zahodni meji Mogulistana, kjer sta živela v miru in zadovoljstvu. Po smrti Abulhajr kana je ulus Uzbekov zašel v zmedo in med njimi so nastali nenehni spori. Večina Uzbekov se je pridružila stranki Karaj kana in Džanibeg kana. Šteli so približno 200.000 oseb in so dobili ime Uzbeg-Kazaki. Kazaški sultani so začeli vladati leta 870 [1465–1466] (toda bog ve najbolje) in so še naprej uživali absolutno oblast v večjem delu Uzbekistana do leta 940 [1533–1534].

### Širjenje kanata
Žanibekov sin Kasim je leta 1511 postal kan in od takrat so v Kazaškem kanatu do njegovega padca vladali samo Žanibekovi potomci.  Med njegovo vladavino je kanat dosegel svojo največjo moč. Njegov sovražnik številka ena je postala Nogajska horda na večini ozemlja sodobnega Zahodnega Kazahstana. Kasim je leta 1520 zavzel nogajsko prestolnico Saraj-Džuk in potisnil Nogajsko hordo v Astrahanski kanat. Pod Kasim kanom so se meje Kazaškega kanata razširile in število prebivalcev je preseglo milijon. Kanat je pridobil slavo in politično težo na širšem evro-azijskem prizorišču. Kasim kan je postal glavni pokrovitelj umetnosti, književnosti in vere, kar je omogočilo islamu velik politični in socialno-kulturni vpliv v kazaški družbi. Pod njegovo vladavino je Rusko carstvo postalo prva velika država, ki je vzpostavila diplomatske odnose s Kazaškim kanatom. S tem si je Kasim kan pridobil sloves uspešnega voditelja, saj je njegov imperij kot politična entiteta v vzponu postal znan tudi v  zahodni Evropi.
Rokopis Tarikh-Safavi, ki so ga v perzijščini napisali perzijski zgodovinarji, je o Kasim kanu zapisal, da je večina Dašt-i-Kipčaka prišla pod njegovo absolutno oblast. Rokopis opisuje tudi to, kako je kazaška vojska osem tisoč mož pomagala Šejbani kanu iz Buhare priključiti iransko mesta Horasan.
Kasim kan je leta 1520 uvedel tudi prvi kazahstanski zakonik, imenovan Kasim hanning kaska džoli, v prevodu Svetla cesta Kasim kana. Kasim kan je potrdil svoje zavezništvo s timuridskim voditeljem Baburjem, zlasti po padcu Šajbanidov. Moguli in prebivalci Samarkanda do ga zato hvalili.
Mirza Muhamad Haidar je v svojem Tarikh-i-Rashidi zapisal:
Kasim kan je podredil celoten Dašt-i-Kipčak. Njegova vojska je štela več kot milijon [tisoč tisoč] mož. Razen Džudži kana v tej državi ni nikoli vladal večji kan od njega.

### Nemiri in državljanska vojna
Po Kasim kanovi smrti so Nogajci zasedli svoje izgubljeno ozemlje zahodno od reke Turgaj. Kazaški kanat se je v tem času osredotočil na Džetsju in južni Kazahstan, kjer so se začeli nemiri. Sibirski kanat je zavzel severne regije Sari-Arke, takrat uradno pod kazaško oblastjo.
Med vladavino Tahir kana so Ojrati v 20. letih 15. stoletja napadli in zavzeli vzhodne dele Sari-Arke.
V zgodnjih 1530. letih se je v Kazaškem kanatu začela državljanska vojna med vnuki Žanibek kana. V vojni je zmagal Haknazar kan  in ponovno združil kanat pod svojo oblastjo.

### Haknazar kan (1537–1580)
Pod Haknazar kanom,  se je Kazaški kanat soočal z grožnjami iz več smeri: Nogajske horde na zahodu, Sibirskega kanata na severu, Mogulistana na vzhodu in Buharskega kanata na jugu.
Haknazar kan je začel osvobajati zasedeno kazaško ozemlje in svojemu kanatu vrnil severne regije Sari-Arke. Med kampanjo proti Nogajski hordi je ponovno osvojil Sarajčik v Nogajski hordi in okoliška kazaška ozemlja. V boju proti Hivancem so Kazahi osvojili polotok Mangišlak in uspešno odbili Ojrate. Haknazar je nato začel kampanjo proti Mogulistanu z namenom, da bi v svoj kanat dokončno vključil Džetsju. Kampanja se je končala uspešno in privedla do poraza Mogulistana. Na severu je Kazaškemu kanatu še vedno grozil Sibirski kanat, v katerem je vladal kan Kučum.
Leta 1568 so Kazahi uspešno premagali Nogajsko hordo pri reki Embi in prodrli do Astrahana, kjer so jih odbile ruske sile.

### Šigaj kan (1580–1582)
Po smrti Haknazar kana je v letih 1580–1582 vladal Šigaj kan, vnuk Žanibek kana in sin sultana Žadika. Čeprav je bil takrat star že osemdeset let, je imel med Kazahi velik vpliv. O njegovem življenju je malo znanega. Šigaj kan je nadaljeval utečeno zunanjo politiko Kazaškega kanata, ki je je začrtal Haknazar. Spopade med Šajbanijevimi dediči je racionalno izkoristil za krepitev svoje države.
Leta 1582 so buharski kan Abdulah, kazaški kan Šigaj in njegov sin Tauekel združili moči in organizirali kampanjo proti taškentskemu Baba sultanu. Baba sultan je bil poražen in je pobegnil v stepo Dešt-i-Kipčak. Uzbeške in kazaške čete so Baba sultana zasledovale do Sarisuja in Ulitava. Šigaj kan je med to kampanjo umrl. Na poti nazaj v Turkestan je sultan Tauekel ubil Baba sultana in ga pripeljal k Abdulahu, ta pa je, zadovoljen, da se je znebil sovražnika, Tauekelu podaril Risk v  provinci Afrikent v samarkandski regiji.

### Tauekel kan (1582–1598)
Kan Tauekel je razširil oblast Kazaškega kanata nad Taškent, Fergano, Andidžan in Samarkand. Leta 1598 so se kazaške sile približale Buhari in jo 12 dni oblegale, nato pa jih je buharski voditelj Pir-Muhamad s pomočjo svojega brata Baki-Muhamada pregnal. V tej bitki je bil Tauekel kan ranjen in je med umikom v Taškent umrl.

### Esim kan (1598–1628)
Po smrti Tauekel kana  je prišel na prestol Esim sultan, sin Šihan kana. Esim kana so naslAvljali z "Ensegei boili er Esim", kar bi se  lahko prevedlo kot "zelo visok človek – Esim". Njegova vladavina je bila obdobje tretje okrepitve Kazaškega kanata po Kasimu in Haknazarju. Esim kan je preselil glavno mesto kanata v Signak v Turkestanu in zatrl upore Karakalpakov.
sledilo je 15-letno obdobje miru med Kazaškim in Buharskim kanatom. Esim kan je z Buharskim kanatom vzpostavil mir in mu vrnil Samarkand. Buharski kanat je bil kljub temu še vedno ogorčen zaradi izgube Taškenta, kar je vodilo v dodatne konflikte. Od leta 1607 je Buharski kanat po več bitkah na koncu pridobil oblast nad Taškentom.
Esim kan je združil kazaško vojsko in začel pohod proti taškentskemu kanu Tursunu Mohamedu in kanu Buhare. Leta 1627 je premagal nasprotnika, ukinil Taškentski kanat in vojna se je končno končala.
Esim kan je ustvaril svoj zakonik Есім ханның ескі жолы (Esım hannyñ eskı žoli), kar bi se lahko prevedlo kot Stara pot Esim kana.

### Salkam-Žangir kan (1629–1652)
Med vladavino Salkam-Žangir kana se je na vzhodu pojavil nov in močan tekmec Kazaškega kanata, znan kot Džungarski kanat.
Velika bitka med njima se je začela pozimi 1643 z napadom Erdenija Baturja na kazaške dežele. Džungarji so osvojili velik del regije Džetisu in ujeli približno deset tisoč ljudi. Salkam-Žangir kan je s 600 vojaki krenil v napad na Džungarje in se z njimi spopadel v znameniti bitki pri Orbulaku. Na pomoč mu je prišel Džalangtos Bahadur, vladar Samarkanda, z 20.000 vojaki in Salkam-Žangir kan je z njihovo pomočjo zmagal. Erdeni Batur se je moral umakniti. Poraženi Džungarji so v bitki izgubili približno deset tisoč ljudi. Po ohranjenih zgodovinskih podatkih je Salkam-Žangir kan v tej bitki pokazal svoj velik poveljniški talent in vojaške sposobnosti.
Leta 1652 so bile v tretji večji bitki med Kazahi in Džungarji kazaške čete poražene, Salkam-Žangir kan pa ubit.

### Tauke kan (1680–1718)
Po smrti Žangir kana je leta 1672 vladar Kazaškega kanata postal Tauke kan, ki je povedel potolčene kazaške bojevnike čez stepe, da bi se uprli napredovanju Džungarjev. Oslabljeni Kazahi so pri Sajramu doživeli nov poraz in kmalu izgubili veliko večjih mest v korist Džungarskega kanata.
Tauke Khan je kmalu zatem sklenil zavezništvo s Kirgizi na jugovzhodu, ki so se soočali z invazijo Džungarjev na območju jezera Isik-Kul, in celo z Ujguri v Tarimski kotlini. Leta 1687 so Džungarji oblegali Hazrat-e Turkestan in bili po prihodu Subhan Kili kana prisiljeni na umik.
Leta 1697 je vodja Džungarskega kanata postal Tsevang Rabtan, ki je poslal več svojih vojskovodij, da bi podredili Tauke kana. Številne velike vojne med Džungarji in Kazaškim kanatom so se nadaljevale v letih 1709, 1711–1712, 1714 in 1718. Kazaški kanat je bil zaradi vojn zelo oslabljen in je izgubil skoraj tretjino svojih prebivalcev. S smrtjo Tauke kana leta 1718 se je Kazaški kanat razpadel na tri džuze ali horde: Veliki džuz, Srednji džuz in Mlajši džuz. Vsak od njih je imel svojega kana.
Tauke kan je znan po izpopolnitvi kazaškega zakonika in njegovi ponovni izdaji pod naslovom Jetı Jargy, v prevodu Sedem listin.

### Ablaj kan (1771–1781)
Ablaj kan je bil kan Srednjega džuza, ki mu je uspelo razširiti svojo oblast na druga dva džuza in združiti vse Kazahe v eno državo. Preden je postal kan, je Ablaj sodeloval v kazaško-džungarskih vojnah in se izkazal kot nadarjen organizator in poveljnik. Vodil je številne akcije proti Kokandskemu kanatu in Kirgizom. V kampanjah proti slednjim so njegove čete osvobodile številna mesta v južnem Kazahstanu in celo zavzele Taškent. Med svojo vladavino se je Ablaj Khan po svojih najboljših močeh trudil, da bi Kazahstan ohranil čim bolj neodvisen od Ruskega imperija in kitajske dinastije Čing. S spretno zunanjo politiko je poskušal zaščititi svoja plemena pred kitajskimi in džungarskimi agresorji. Zaščitil je tudi ojratska taiša (princa) Amursano in Davačija pred napadi džungarskega kana Lama Dordžija, ko je Džungarski kanate razpadel po smrti Galdana Tserena leta 1745. Ko Amursana in Davachi nista bila več njegova zaveznika, je Ablaj kan izkoristil priložnost in zavzel džungarsko ozemlje in zasegel črede živine in konj.

### Kenesari kan (1841–1847)
Kenesari kan je bil zadnji kazaški kan, ki je premagal Šergazi Muhamad kana, kana Mlajšega  džuza, in Gubajdulah kana, kana Velikega džuza, in še zadnjič združil Kazahe pod eno oblastjo. Postal je vodja narodnoosvobodilnega gibanja, ki se je uprlo zavzemanju kazaškega ozemlja in segregacijski politiki Ruskega imperija. Kenesari kan na splošno velja za zadnjega vladarja Kazaškega kanata.
Do sredine 19. stoletja so Kazahi padli pod popolno oblast Ruskega imperija. Prepovedano jim je bilo voliti svojega voditelja in celo zastopnikov v zakonodajna telesa carstva. Odvzeta jim je bila tudi pravica do pobiranja davkov, ki je prešla na ruske guvenerje. Kenesari kan se je boril proti ruskim cesarskim silam do svoje smrti leta 1847.
Leta 1841 so na vsekazaškem kurultaju (skupščini) kazaški predstavniki Kenesarija soglasno izvolili za svojega vrhovnega voditelja. Obred kronanja je sledil vsem kazahstanskim običajem.
Kenesari je bil kot borec za svobodo priljubljen politik, neusmiljen v svojih dejanjih in nepredvidljiv kot vojaški strateg. Do leta 1846 je njegovo odporniško gibanje izgubilo zagon, saj so nekateri njegovi bogati sodelavci prebegnili na rusko stran, ker so bili podkupljeni ali jim je bilo obljubljeno veliko bogastvo. Izdani Kenesari kan je postajal vse bolj sumničav do preostalih vodij odpora, s čimer se jim je morda še bolj odtujil. Leta 1847 je  umrl v kirgiških deželah med napadom na severna kirgiška plemena. Usmrtil ga je kirgiški Ormon kan, ki so ga Rusi pozneje nagradili z velikim ozemljem in oblastjo. Glavo Kenesari kana so Kirgizi poslali Rusom.
V zadnjem desetletju je Kenesari kan v kazahstanski književnosti in medijih postal velik junak. V Astani, glavnem mestu Kazahstana, so mu ob reki Esil postavili spomenik.

### Razpad kanata in rusko osvajanje
Postopno propadanje, razpad in priključitev kazaških ozemelj k Ruskemu carstvu se je začelo sredi 18. stoletja in končalo v drugi polovici 19. stoletja. Do sredine 18. stoletja je Kazaški kanat zaradi dolgotrajnih oboroženih spopadov z Džungarji in Ojrati začel propadati in razpadati na tri ločene džuze, ki so prej tvorili Kazaški kanat v konfederalni obliki.
10. oktobra 1731 je kan Mlajšega džuza Abulhajr prisegel zvestobo Ani Ruski, da bi pridobil rusko pomoč proti svojemu tekmecu sultanu Kajipu in zagotovil gospodarsko stabilnost. Kmalu zatem je kan Semeke iz Srednjega džuza privolil v njeno vrhovno oblast pod istimi pogoji. Nobeden od kanov ni ostal zelo zvest Rusom, zato so  ruski vladarji začeli uveljavljati pravico do imenovanja kanov Mlajšega in Srednjega džuza ter večjega vpliva nanje. Kazahi so na kanat začeli gledati vedno bolj sumničavo, saj so kani vedno bolj iskali rusko pomoč proti svojim tekmecem znotraj kanata.
Po smrti Abu-Mansur kana leta 1781 je v Srednjem džuzu nominalno zavladal njegov sin Vali, ki ni nikoli vzpostavil svoje oblasti nad celotnim džuzom. V poskusu vzpostavitve reda leta 1798 je Rusija v Petropavlovsku ustanovila sodišče za reševanje sporov med Kazahi, vendar so ga Kazahi ignorirali. Po Valijevi smrti leta 1817 in smrti njegovega tekmeca Bukeja leta 1818 je Rusija odpravila kanat Srednjega džuza. Leta 1822 je Rusija ozemlje dotedanjega Srednjega džuza začela označevati kot ozemlje sibirskih Kirgizov in uvedla niz upravnih reform. Nekatere od njih so nameravale spodbuditi Kazahe, da postanejo stalno naseljeni kmetje, vendar so Kazahi ostali nomadi.
V letih 1827–28 je prišlo do prvega resnega kazaškega odpora proti Rusom, ko je Kajip Ali povedel svoje borce iz Bukejske horde proti ruski garniziji, ki jim je preprečila prečkanje reke Ural, da bi prišli do svojih pašnikov. V naslednjih letih je Kajip Ali pomagal Isataju Tajmanuliju zgraditi odporniško gibanje, katerega cilj je bil osvoboditi svoje ljudstvo tako pred kanom Bukejske horde kot pred Rusi. Gibanje je bilo julija 1838 zatrto.
Do leta 1837 so nekatera plemena Srednjega džuza pod vodstvom Kenesarija Kasimova začela vojno proti ruskim okupatorjem. Podporo uporu so spodbujali Rusi, ki jim niso dovolili dostopa do prepotrebnih dodatnih pašnikov, ki so jih tlačili visoki davki in so imeli občutek, da jih izkoriščajo ruski trgovci. Kasimov je bil zadnji, ki je  uspel združiti celoten Srednji džuz v upor proti Rusom. Odpor se je končal leta 1846, ko je Rusija z veliko vojsko prisilila Kenesarija, da se je vdal. Kenesari ja naslednje leto  umrl v boju s kakandskimi silami v Kirgiziji.
Ruska kolonialna politika in strategija sta v kazaške dežele prinesla vojaške trdnjave, številna naselja in od zunaj vsiljena pravila. Ruski imperij je uvedel vrsto zakonov, ki so odpravili lokalno avtohtono vladavino kanov, uvedli segregacijsko politiko naseljevanja in drugo, kar je povzročilo številne upore proti kolonialni oblasti. Pomembna odporniška gibanja sta med drugimi vodila Mahambet Utemisuli (1836–1838) in Eset Kotibaruli (1847–1858).
Medtem se je Veliki džuz postavil na stran Buharskega emirata in Kokandskega kanata na jugu in se začel upirati širitvi Ruskega imperija.
Popolna ruska oblast nad vsemi kazaškimi deželami je bila vzpostavljena v drugi polovici 19. stoletja, potem ko je ruska cesarska vojska zavzela južna mesta Ak-Mešit, Šimkent, Aulie-Ata in druga.

## Kani
| Ime            | Vladanje  | Ime v kazaščini                    |
| -------------- | --------- | ---------------------------------- |
| Kerej kan      | 1456–1473 | Керей-хан, كيري                    |
| Žanibek kan    | 1473–1480 | Жәнібек-хан, جانيبك                |
| Burunduk kan   | 1480–1511 | Бұрындық-хан (Мұрындық), بوروندي   |
| Kasim kan      | 1511–1518 | Қасым-хан, قاسم                    |
| Mamaš kan      | 1518–1523 | Мұхаммед-хан, محمد                 |
| Tahir kan      | 1523–1533 | Тахир-хан, طاهر                    |
| Bujdaš         | 1533–1538 | Бұйдаш-хан, بويداش                 |
| Ahmed kan      | 1533–1535 | Ахмед-хан, أحمد                    |
| Toghim kan     | 1535–1537 | Тоғым-хан, توغيم                   |
| Haknazar kan   | 1538–1580 | Хақназар-хан, حقنازار              |
| Šigaj kan      | 1580–1582 | Шығай-хан, شیغی                    |
| Tauekel kan    | 1582–1598 | Тәуекел-хан, تاوکل                 |
| Esim kan       | 1598–1628 | Есім-хан, عاصم                     |
| Džangir kan    | 1628–1652 | Жәңгір-хан, جهانگیر                |
| Bahadur kan    | 1652–1680 | Баһадүр, بهادور                    |
| Tauke kan      | 1680–1715 | Тәуке-хан, تاوكي                   |
| Čajip kan      | 1715–1718 | Қайып-хан, كايب                    |
| Bolat kan      | 1718–1729 | Болат-хан, بولات                   |
| Abulmambet kan | 1729–1771 | Әбілмәмбет-хан, أبو المامبيت       |
| Ablaj kan      | 1771–1781 | Әбілмансұр, Абылай-хан أبو المنصور |
| Kenesari kan   | 1841–1847 | Кенесары, كينيساري                 |

## Gospodarstvo
Kazaški kanat je bil približno na sredini svilne ceste. Njegov glavni vir dohodka je bilo trgovanje s konji, govedom, keramiko, krznom in drugim. Ruski imperij se je do sredine 18. stoletja razširil v Sibirijo in začel ob Volgi in Jajku graditi ruska naselja. Kazaško-ruski odnosi na obmejnih območjih so bili napeti, kar je pogosto povzročalo napade ruskih kozakov na kazaška ozemlja in Kazahov na ruska naselja.

### Trgovanje Kazaškega kanata z ruskimi sužnji
V 18. stoletju so bili napadi Kazahov na rusko ozemlje okoli Orenburga pogosti. Kazahi so polovili veliko Rusov in jih prodali kot sužnje na srednjeazijskih trgih. Žrtve kazaških napadov so bili tudi Povolški Nemci, etnični Nemci, naseljeni ob Volgi okoli Saratova.
Leta 1717 so Kazahi in Kirgizi v Hivi prodali 3.000 ruskih sužnjev, moških, žensk in otrok.
Leta 1722 so ukradli živino, izropali ruske vasi in ujetnike prodali na srednjeazijskih trgih sužnjev. Leta 1722 je bilo v Buhari prodanih več kot 5.000 ruskih ujetnikov. Sredi 17. stoletja so Kazahi vsako leto v Hivi prodali 500 Rusov.
Leta 1730 so nenehni vpadi Kazahov in lov na carjeve podložnike postali zelo dražeči.  Leta 1736 so Kazahi iz Male in Srednje horde začeli napadati baškirska ozemlja, pri čemer so ubili ali ujeli številne Baškirje v Sibirskem kanatu in Nogajski hordi.
Leta 1743 se je na napad na naselje, v katerem je bilo ubitih 14 in ranjenih 24 Rusov in ujetih 96 kozakov, odzval ruski senat.
Leta 1755 je Nepljujev poskušal pridobiti zaupanje Kazahov tako, da je končal povračilne napade in obljubil, da bodo Kazahi lahko obdržali baškirske ženske in otroke z ozemlja med Ruskim carstvom in Kazaškim kanatom. Med uporom Baškirjev so Kazahi več tisoč Baškirjev pobili ali odpeljali v ujetništvo. Napad je bil bodisi dokaz lojalnosti ruski carski državi bodisi čisto oportunistični manever.
V obdobju med letoma 1764 in 1803 je bilo po podatkih, ki jih je zbrala Orenburška komisija, napadenih in izropanih dvajset ruskih karavan. Kazaški roparji so napadali celo velike karavane, ki jih je spremljala številna straža.
Spomladi 1774 so Rusi od kana zahtevali vrnitev 256 Rusov, ujetih med nedavnim napadom Kazahov.
Poleti 1774, so ruske čete pod vodstvom kozaškega atamana Pugačova zatrle upor v kazaški regiji, čemur je sledilo več kot 240 povračilnih napadov in zajetje veliko Rusov in živine ob meji v bližini Orenburga.
Leta 1799 je največja kdaj oropana ruska karavana med napadom Kazahov izgubila blago v vrednosti 295.000 rubljev.
Ruska vlada je ocenila, da je bilo do leta 1830 vsako leto ugrabljenih in v Hivi v suženjstvo prodanih dvesto Rusov.

### Ruska trgovina s sužnji iz Kazaškega kanata
Leta 1737 je ruska cesarica Ana Ivanovna izdala odlok, ki je legaliziral trgovino s sužnji v Sibiriji.
Obstajajo poročila o napadih ruskih kozakov, v katerih so zajeli kazaške družine in jih nato odpeljali v Petropavlovsk in Omsk, kjer so jih prodali za sužnje  bogatim ruskim veleposestnikom.
Do konca 18. stoletja je bilo ozemlje kazaškega Malega džuza vključeno v Rusko carstvo in napadi Kazahov na ruske kolonije so se postopoma zmanjšali in ustavili.
23. maja 1808 je guverner Peter Kapčevič podpisal ukaz, s katerim je osvobodil vse zasužnjene Kazahe obeh spolov, ki so dopolnili 25 let.

### Odprava suženjstva
Na večjih trgih sužnjev  v Buhari, Samarkandu, Karakulu, Karšiju in Čardžuju so se prodajali predvsem Iranci in Rusi ter nekaj Kalmikov. Tja so jih pripeljali predvsem Turkmeni, Kazahi in Kirgizi. Najbolj razvpit trg za ujete ruske in perzijske sužnje je bila od 17. do 19. stoletja Hiva, središče Hivskega kanata. Samo v prvi polovici 19. stoletja je bilo zasužnjenih in v srednjeazijske kanate prepeljanih okoli milijon Perzijcev in neznano število Rusov. Ko so ruske čete leta 1873 zavzele Hivo, so tam našle 29.300 perzijskih sužnjev, ki so jih zajeli turkmenski plenilci.  Poročilo Josefa Wolffa za leta 1843–1845 omenja, da je imel Buharski kanat 1.200.000 prebivalcev, od tega 200.000 perzijskih sužnjev.